# Nijō Haruyoshi
Nijō Haruyoshi (二条 晴良) (1526 - 1579), fils du régent Nijō Korefusa, est un noble de cour japonais (kugyō) de l'époque de Muromachi (1336–1573). Il occupe à deux reprises la fonction de régent kampaku, de 1548 à 1553 pour l'empereur Go-Nara et de 1568 à 1578 pour l'empereur Ōgimachi. Il épouse une fille du prince Fushimi-no-miya Sadaatsu qui donne naissance à Kujō Kanetaka, Nijō Akizane et Takatsukasa Nobufusa.